# Fromia
Genre
Synonymes
- Austrofromia H.L. Clark, 1921
- Celerina A.M. Clark, 1967

Fromia est un genre d'étoiles de mer tropicales de la famille des Goniasteridae.

## Description
Ce sont des étoiles typiques des récifs de coraux de l'Indo-Pacifique tropical. Elles sont d'allure classique, relativement aplaties, avec cinq bras (exceptionnellement plus ou moins) de longueur moyenne et s'affinant vers la pointe, rayonnant autour d'un disque central. Leur corps est légèrement rigide, et leur tégument souvent rugueux et poreux ; comme souvent dans cette famille, les plaques marginales sont anguleuses et souvent surdimensionnées. Elles sont pour la plupart de couleur rouge (certaines orange, jaunes, brunes...), avec parfois des plaques plus claires pouvant former des motifs plus ou moins réguliers. Sur la face inférieure, ces bras présentent un sillon ambulacraire protégé par deux rangées (parfois une seule) de petites épines, et abritant les podia. 
Ce genre se distingue en particulier par ses pores respiratoires isolés (très visibles chez F. milleporella).
Plusieurs de ces espèces (comme Fromia monilis ou Fromia nodosa) ont une variabilité d'aspect très importante, et les frontières visuelles entre les espèces sont parfois extrêmement ténues. Ainsi, la détermination exacte à partir de photographies est parfois impossible, d'autant plus que d'autres genres du groupe des Ferdininae comme Paraferdina peuvent arborer exactement le même aspect. 
Une vaste révision de 2017 a largement remanié ce genre. 

## Liste d'espèces
Selon World Register of Marine Species (18 mai 2021) :
- Fromia armata Koehler, 1910 -- Mer d'Andaman
- Fromia balanse Perrier, 1875 -- Océan Pacifique tropical insulaire
- Fromia elegans H.L. Clark, 1921 -- Océan Pacifique occidental tropical (Nouvelle-Calédonie, Fidji…)
- Fromia eusticha Fisher, 1913 -- Pacifique tropical nord-ouest (Philippines, Japon…), >40 m
- Fromia ghardaqana Mortensen, 1938 -- Mer Rouge et Arabie (Égypte, Arabie Saoudite, Yémen, Oman…)
- Fromia hadracantha H.L. Clark, 1921 -- Pacifique tropical ouest (région indonésienne)
- Fromia heffernani  (Livingstone, 1931) -- Pacifique tropical ouest (région indonésienne)
- Fromia hemiopla Fisher, 1913 -- Pacifique tropical nord-ouest (Philippines, Japon…)
- Fromia indica (Perrier, 1869) -- Océan Indien et Pacifique ouest tropical
- Fromia labeosa Arai & Fujita, 2021 -- Sud du Japon (mésophotique)
- Fromia milleporella (Lamarck, 1816) -- Indo-Pacifique tropical
- Fromia monilis (Perrier, 1869) -- Pacifique tropical ouest et peut-être partiellement océan Indien oriental
- Fromia nodosa A.M. Clark, 1967 -- Océan Indien et Pacifique tropical ouest
- Fromia pacifica H.L. Clark, 1921 -- Océan Pacifique tropical
- Fromia polypora H.L. Clark, 1916 -- Australie
- Fromia schultzei Döderlein, 1910 -- Afrique du Sud et peut-être Australie
- Fromia subtilis (Lutken, 1871) [statut incertain]

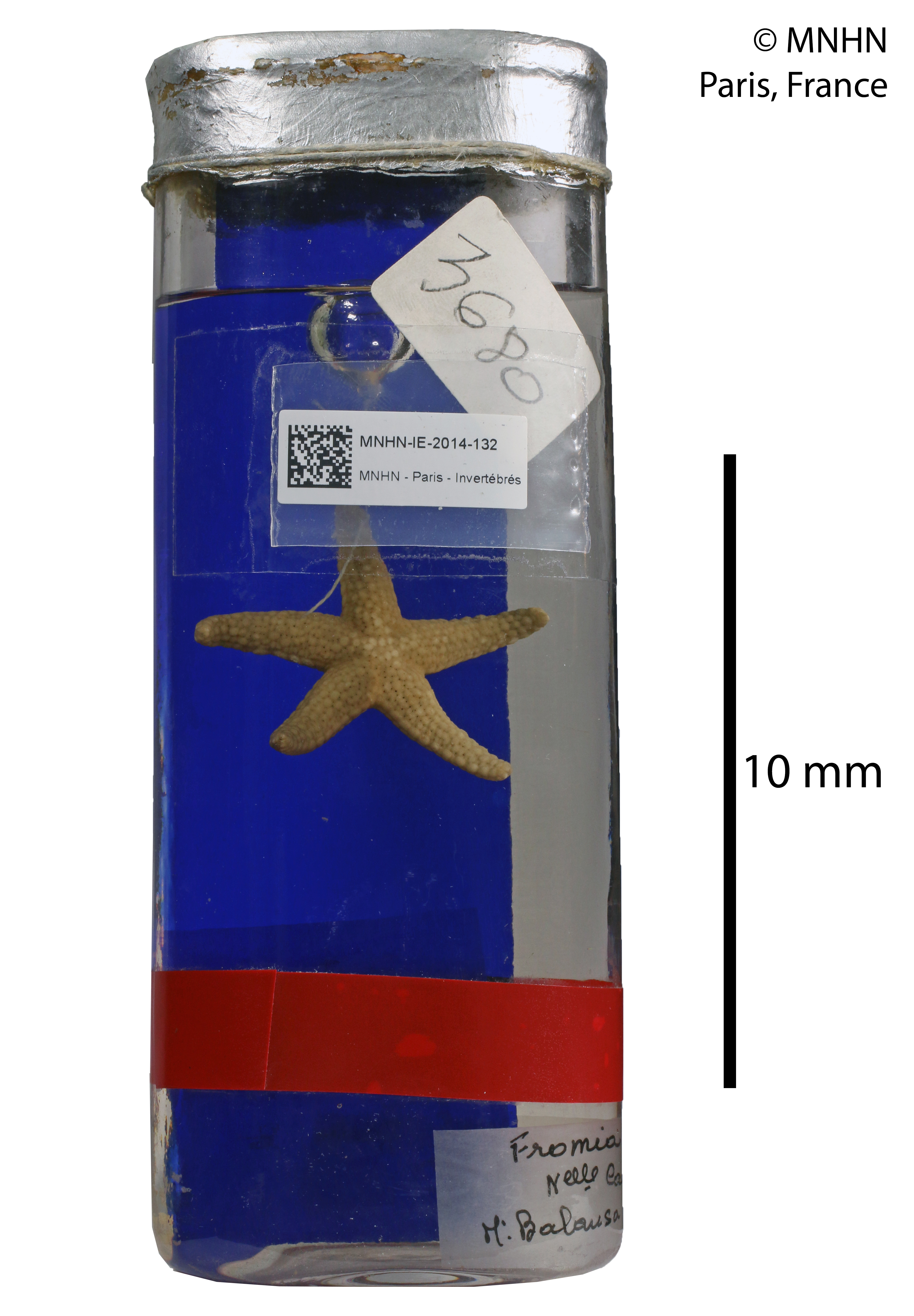
Fromia balansae (MNHN).
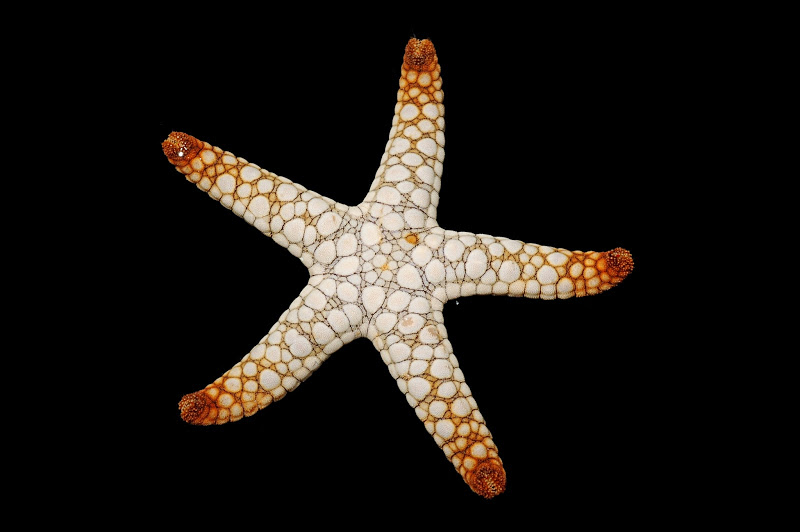
Fromia elegans.
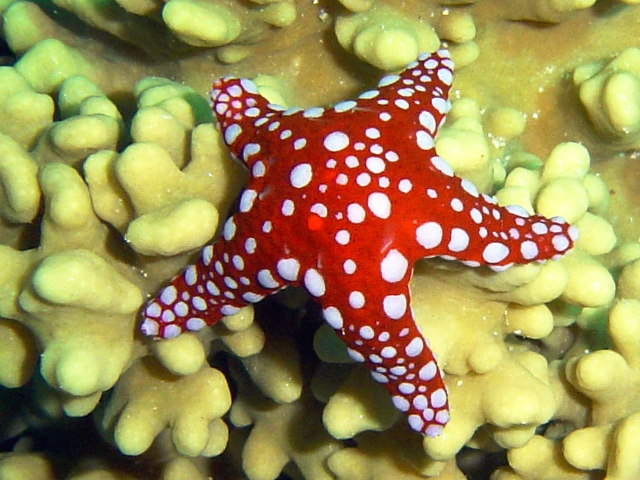
Fromia ghardaqana.
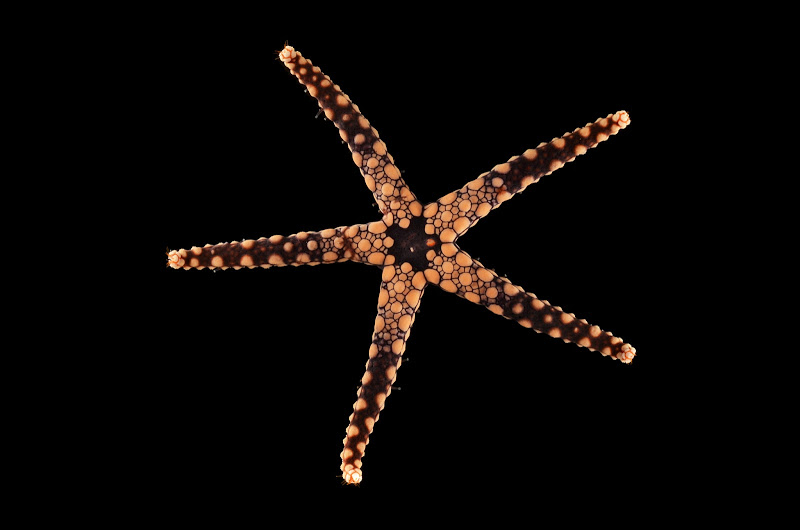
Fromia heffernani.
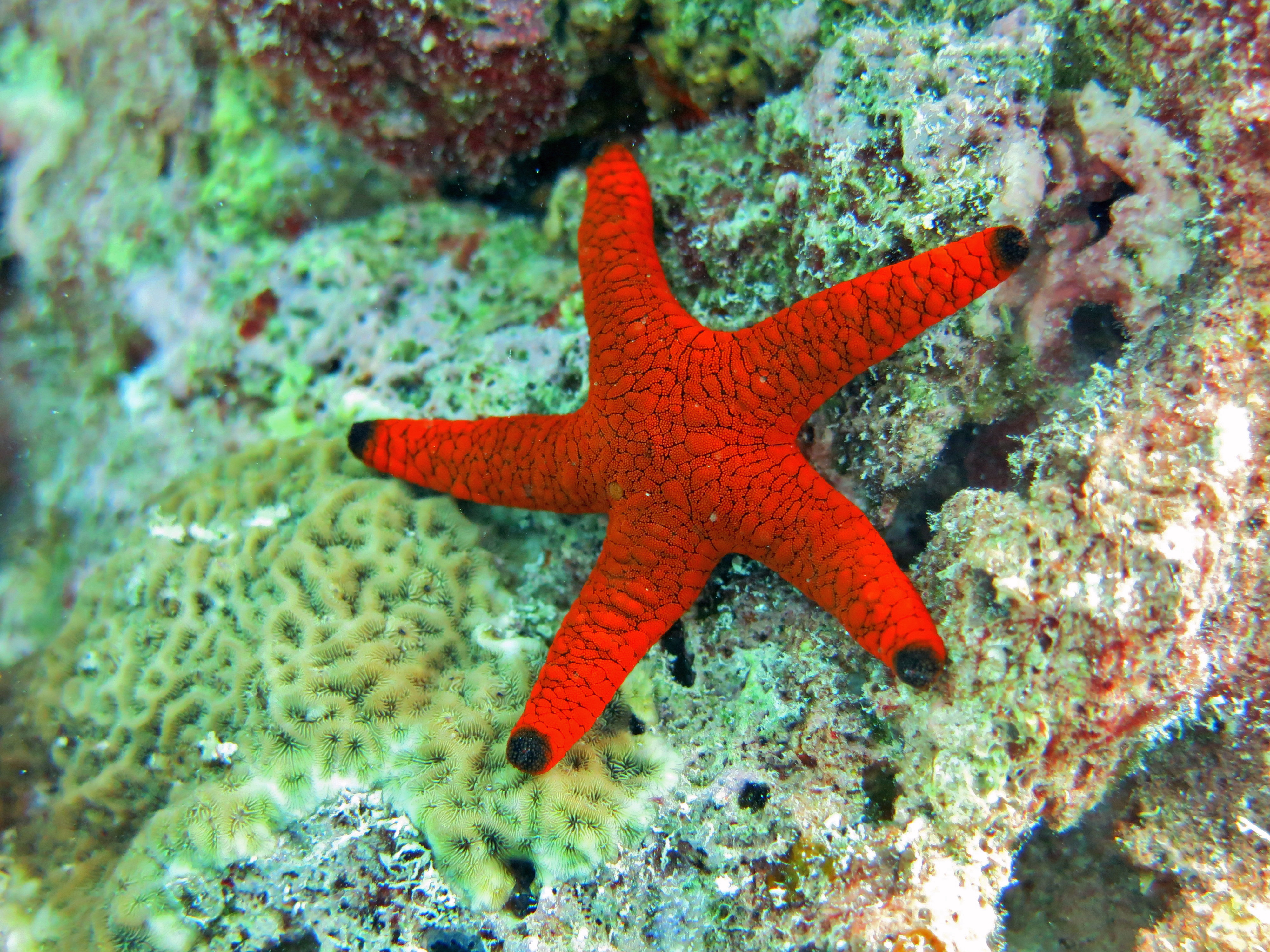
Fromia indica.
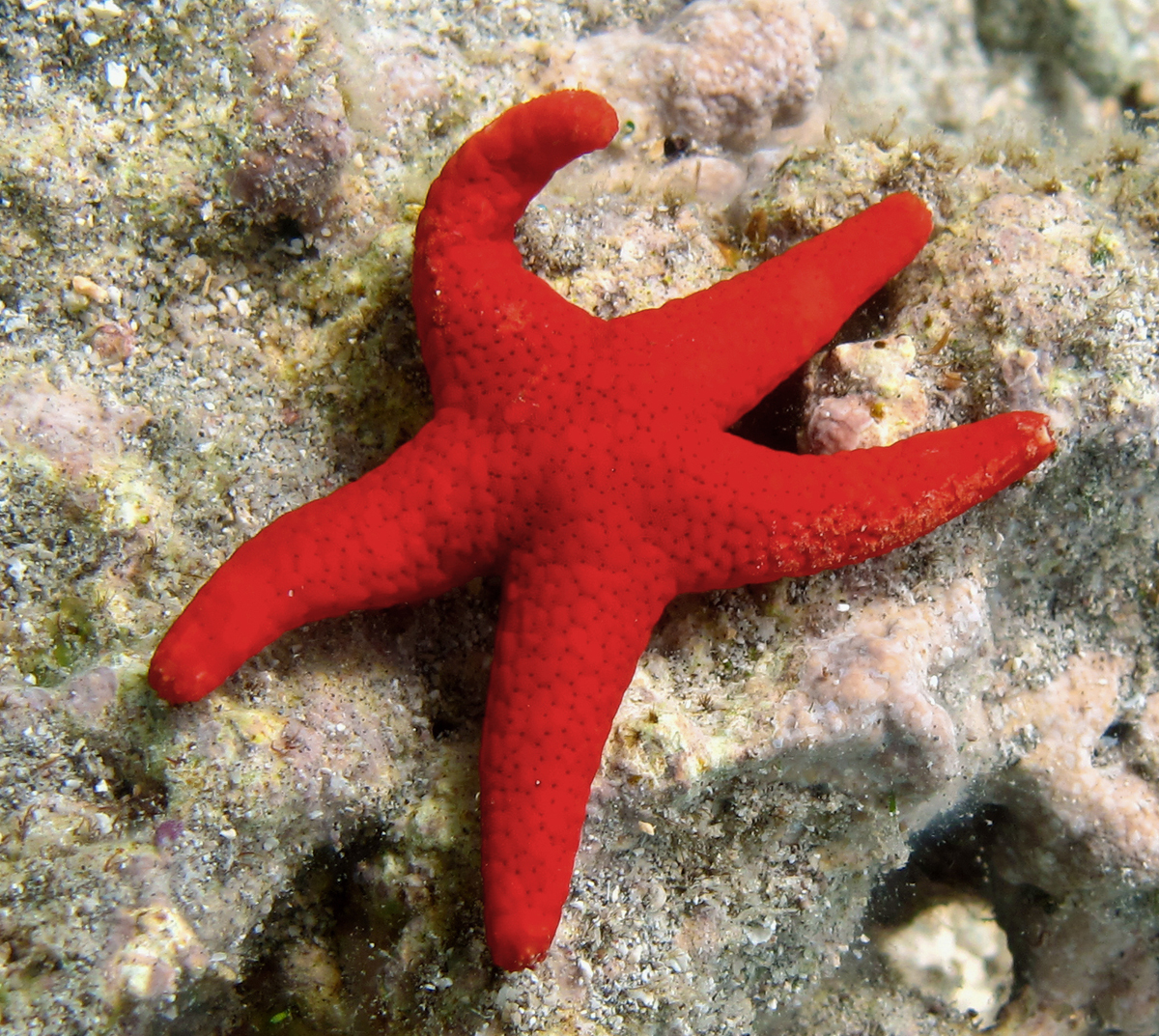
Fromia milleporella.
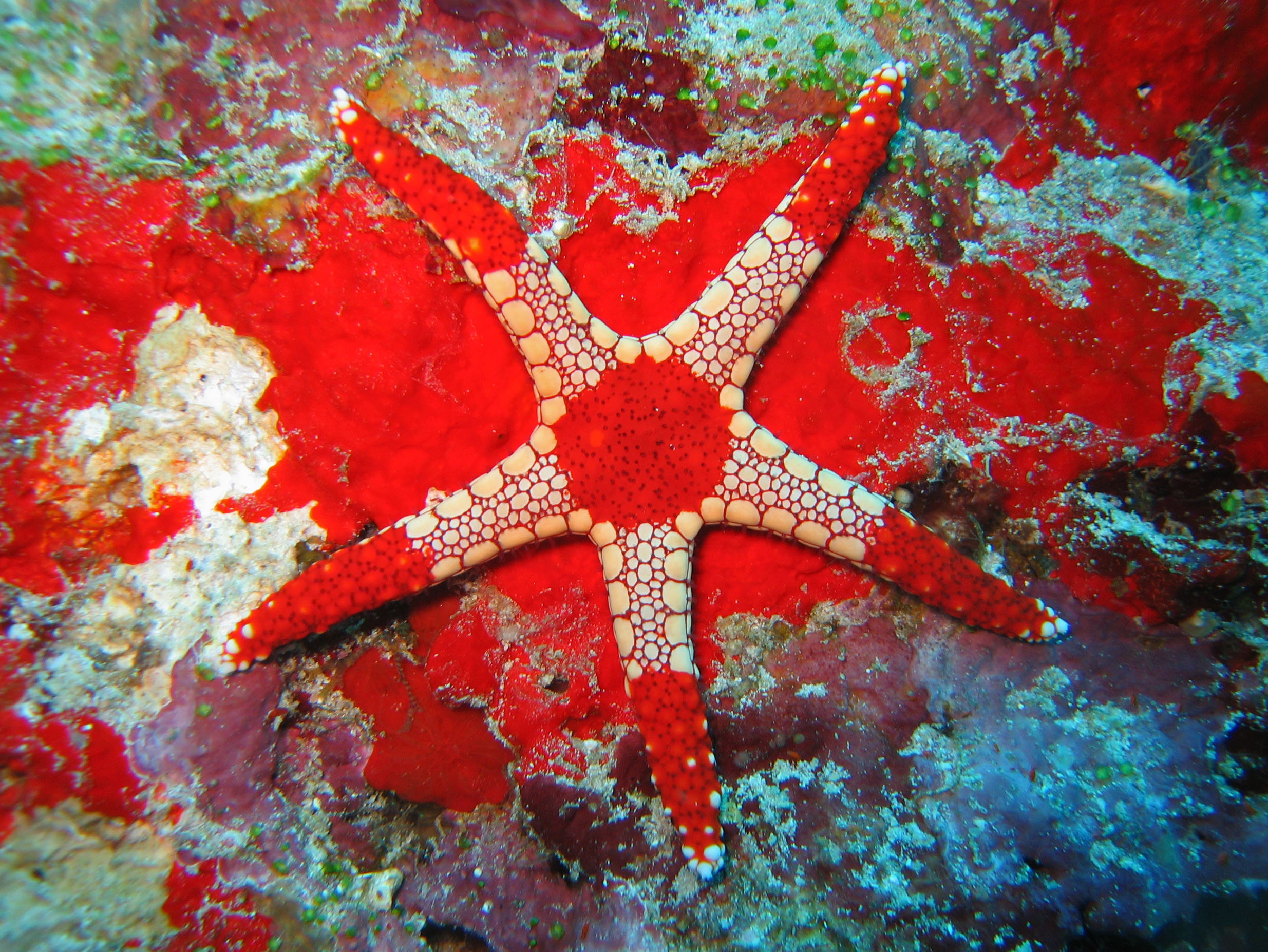
Fromia monilis.
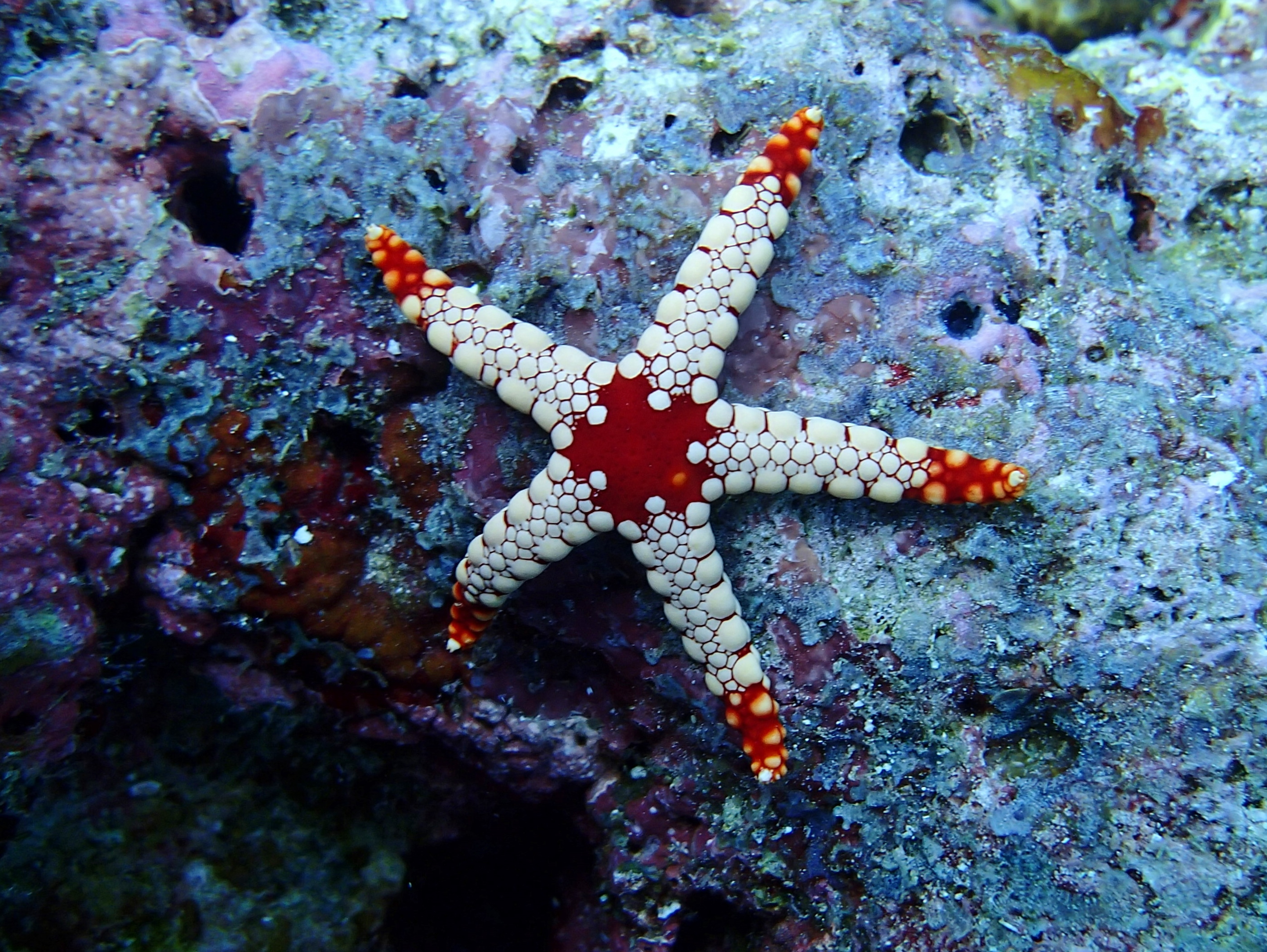
Fromia nodosa.
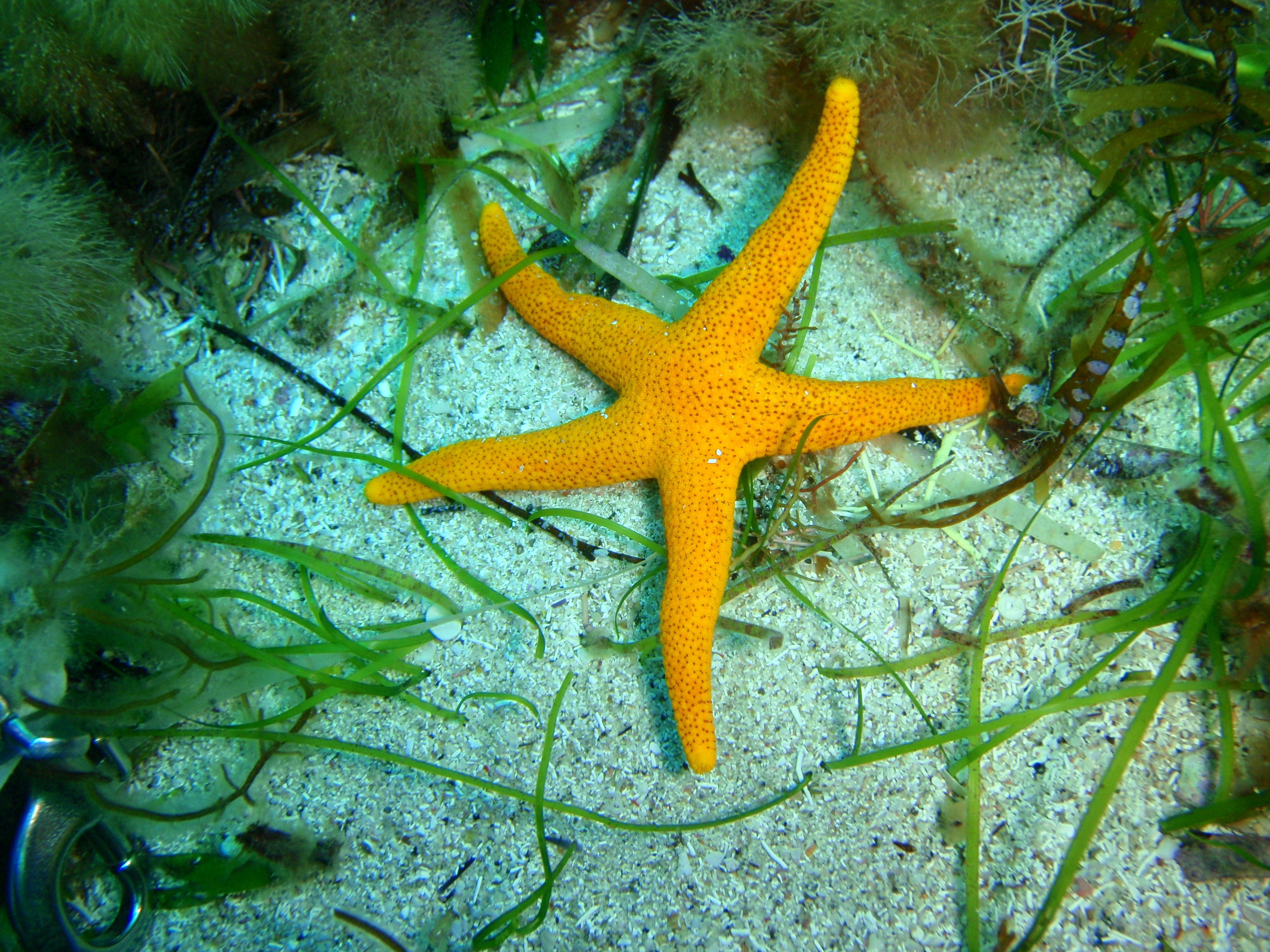
Fromia polypora.
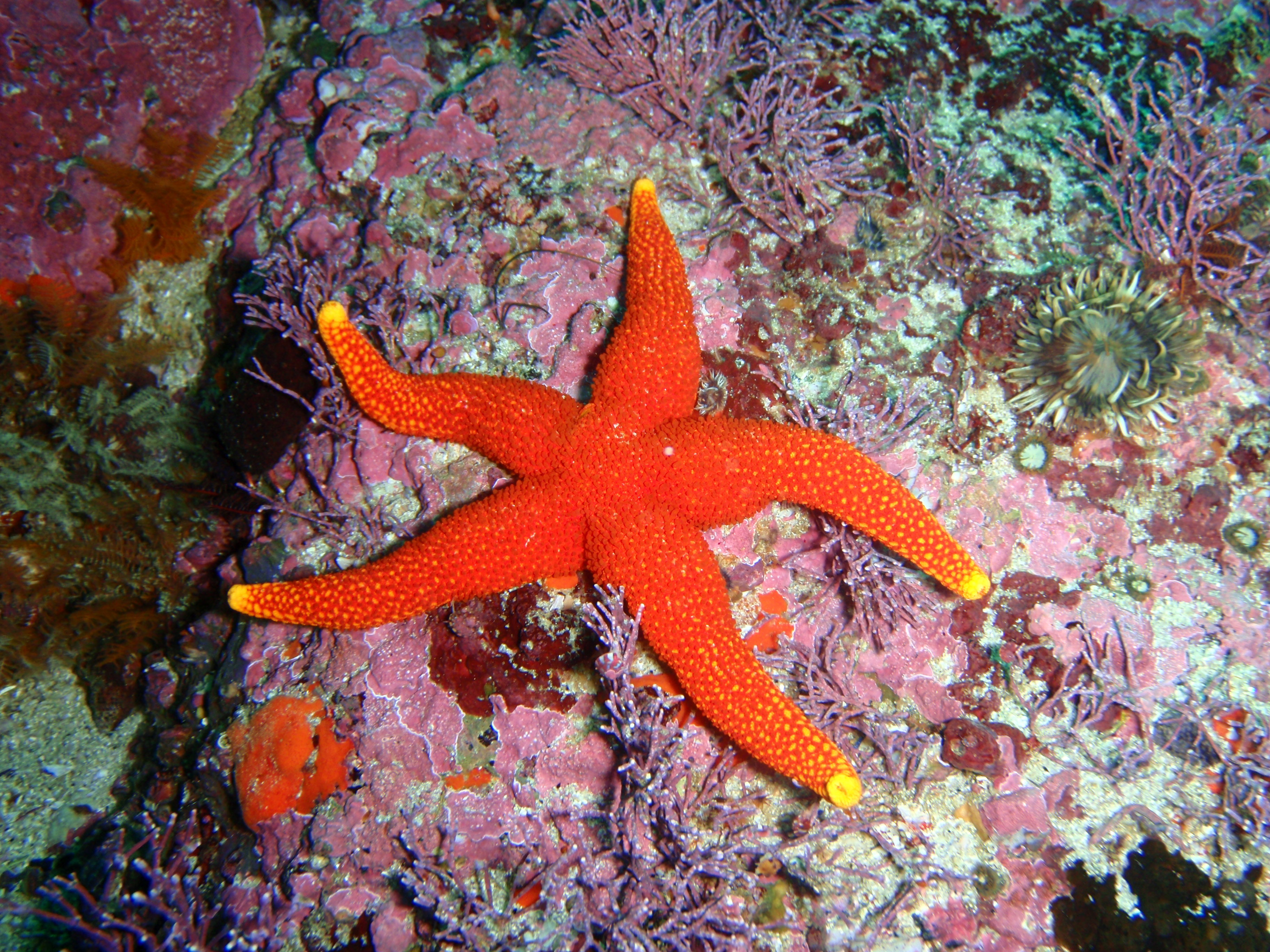
Fromia schultzei.

## Systématique
Le nom valide complet (avec auteur) de ce taxon est Fromia Gray, 1840.

## Publication originale
- John Edward Gray (1840). XXXII. A synopsis of the genera and species of the class Hypostoma (Asterias, Linnaeus). Annals of the Magazine of Natural History. 6: 275-290. lire